# Murray B. Emeneau
Murray Barnson Emeneau (28 de febrer de 1904 – 29 d'agost de 2005) fou un professor emèrit i fundador del Departament de Lingüística de la Universitat de Califòrnia a Berkeley.

## Primers anys i educació
Emeneau va néixer a Lunenburg, un poble de pescadors a la costa est de Nova Escòcia, Canadà. Es va distingir en llengües clàssiques a l'escola secundària i va obtenir una beca de quatre anys per la Universitat Dalhousie de Halifax per continuar els seus estudis clàssics. En obtenir el seu grau a Dalhousie, Emeneau va ser guardonat amb una beca Rhodes al Balliol College de la Universitat d'Oxford. Des d'Oxford va arribar a la Universitat Yale el 1926, on va ocupar un lloc de professor de llatí. Mentre era a Yale va començar estudis de sànscrit i indoeuropeu estudis amb el sanscritista Franklin Edgerton i l'indoeuropeista Edgar Sturtevant. El 1931 Emeneau va obtenir el seu doctorat amb una tesi sobre la Vetālapañcaviṃśatī.
Donada la situació laboral a principis de 1930, Emeneau va romandre a Yale després de completar la tesi, prenent cursos de les "noves lingüístiques" que ensenyava Edward Sapir Emeneau va escriure:
| «           | Vaig estar exposat als mètodes de treball de camp sobre les llengües no literàries, incloent la pràctica fonètica intensiva i l'anàlisi de material, però sobretot l'enfocament de Sapir a la lingüística antropològic, en la qual el llenguatge és només una part de la cultura total, però una part més important, ja que en ella la comunitat expressa a la seva manera, 'verbifica' la seva cultura. | » |
| — 1980, 352 | |   |

Va ser Sapir qui va suggerir que Emeneau ocupés un estudi del toda dels Nilgiris al sud de l'Índia amb l'objectiu d'un estudi comparatiu de les llengües dravídiques. Emeneau pot haver estat l'últim alumne de Sapir.

## Lingüística dravídica i índia
Emeneau va contribuir a l'estudi de les llengües menys conegudes, no literàries de la família dravídica. El seu treball sobre el llenguatge toda segueix sent una lectura essencial per als estudiants de llengües dravídiques. Les seves descripcions fonètiques de la llengua, fetes sobre la base de la recopilació impressionista de dades sense l'ajuda de dispositius de gravació, es va corroborar uns 60 anys més tard pels eminents especialistes en fonètica Peter Ladefoge i Peri Bhaskararao utilitzant mètodes fonètics moderns.
Les seves descripcions lingüístiques de llengües dravídiques van ser acompanyades sovint per descripcions sociolingüístiques, folklòriques i etnogràfiques. També se li atribueix l'estudi de fenòmens d'area en lingüística, amb el seu article seminal, India as a Linguistic Area. La contribució d'Emeneau a la lingüística dravídica inclou descripcions detallades de les llengües toda, badaga, kolami, i kota.
Potser el major assoliment d'Emeneau en estudis dravídics és el Dravidian Etymological Dictionary (en dos volums), escrit amb Thomas Burrow i publicat per primer cop el 1961. Malgrat la seva reserva característica d'evitar la reconstrucció històrica, aquest treball, revisat en una segona edició de 1984, segueix sent una guia, eina i autoritat indispensable per a qualsevol estudiós de les llengües dravídiques.

## Assoliments professionals
A més del Departament de Lingüística, Emeneau també va fundar el Survey of California Indian Languages (més tard rebatejat com Survey of California and Other Indian Languages), que ha catalogat i documentat les llengües ameríndies durant diverses dècades.
Emeneau fou president de la Linguistic Society of America (LSA) el 1949 així com a editor del diari de la Society, Language. En 1952 fou president de l'American Oriental Society.
Emeneau fou nomenat Professor Collitz de la Linguistic Society of America el 1953, i a Berkeley va domar la Conferència de Recerca de la Facultat el 1957. Ha rebut quatre doctorats honoris causa, de la Universitat de Chicago (1968), Dalhousie University (1970), la Universitat de Hyderabad (1987), i la Kameshwar Singh Darbhanga Sanskrit University (1999), així com la Wilbur Lucius Cross Medal de Yale i la Medalla de Mèrit de l'American Oriental Society.
Emeneau fou també Fellow de l'Acadèmia Americana de les Arts i les Ciències, Fellow de l'Acadèmia Britànica, Fellow honorari de la Reial Societat Asiàtica, membre honorari de la Societat Lingüística de l'Índia i de l'Institut Nacional de Ciències Humanístiques del Vietnam, i únic membre honorari de la Philological Society (la més antiga societat lingüística del món).
També va ser professor visitant a la Universitat Musulmana Aligarh. Ja amb 90 anys, Emeneau fou conegut com a visitant dels Departaments de Lingüística i estudis del Sud i Sud-est d'Àsia South a Berkeley posant qüestions lingüístiques interessants i difícils a les noves generacions d'estudiants de lingüística de l'Índia.

## Obres
- Jambhaladatta's Version of the Vetālapañcavinśati: A Critical Sanskrit Text in Transliteration (1934)
- A Course in Annamese: Lessons in the Pronunciation and Grammar of the Annamese Language (1943)
- The Sinduvāra Tree in Sanskrit Literature (1944)
- Kota Texts (3 vols, 1944–46)
- An Annamese Reader (with Lý-duc-Lâm and Diether von den Steinen, 1944)
- Annamese-English Dictionary (with Diether von den Steinen, 1945)
- The Strangling Figs in Sanskrit Literature (1949)
- Studies in Vietnamese (Annamese) Grammar (1951)
- Kolami, a Dravidian Language (1955)
- A Dravidian Etymological Dictionary (with Thomas Burrow, 1961; 2nd ed. 1984)
- Brahui and Dravidian Comparative Grammar (1962)
- Abhijñāna-Śakuntala: Translated from the Bengali Recension (1962)
- Dravidian Borrowings from Indo-Aryan (with T. Burrow, 1962)
- India and Historical Grammar (1965)
- Sanskrit Sandhi and Exercises (1968)
- Dravidian Comparative Phonology: A Sketch (1970)
- Toda Songs (1971)
- Ritual Structure and Language Structure of the Todas (1974)
- Language and Linguistic Areas: Essays (1980)
- Toda Grammar and Texts (1984)
- Dravidian Studies: Selected Papers (1994)